# Christian H. Hansen
Christian Helleman Hansen, född 12 augusti 1963 i Odense, är en dansk politiker.
Christian H. Hansen är son till försäljningschefen Gunnar H. Hansen och förläggaren Kirsten H. Hansen. Han har efter värnpliktstjändtgöring varit anställd inom försvarsmakten till 1985, och därefter varit försäljare 1985-88 och pressfotograf från 1989. Han har varit politiskt engagerad i Fremskridtspartiet, där han deltog i upproret mot partiledningen 1993, samma år som han blev invald i kommunstyrelsen i Karup kommun, som han satt i till 2006.
Han blev invald i Folketinget för Dansk Folkeparti 1998. I Folketinget var han bland annat engagerat sig i djurskyddsfrågor. Han hoppade av Dansk Folkeparti  i början av 2010 och bildade i mars samma år Miljøpartiet Fokus.